# Championnats d'Asie de judo 2025
Navigation
Édition précédente Édition suivante
Les Championnats d'Asie de judo 2025 se déroulent du 24 au 28 avril 2025 au MCC Hall de Bangkok, en Thaïlande.

## Nations participantes
1. Afghanistan (2)
2. Bahreïn (6)
3. Cambodge (3)
4. Chine (18)
5. Corée du Nord (9)
6. Corée du Sud (18)
7. Émirats arabes unis (10)
8. Hong Kong (4)
9. Inde (18)
10. Indonésie (4)
11. Irak (2)
12. Iran (6)
13. Japon (14)
14. Kazakhstan (17)
15. Koweït (3)
16. Kirghizistan (13)
17. Laos (2)
18. Liban (2)
19. Macao (4)
20. Malaisie (3)
21. Mongolie (18)
22. Népal (6)
23. Ouzbékistan (18)
24. Philippines (9)
25. Sri Lanka (6)
26. Taipei chinois (17)
27. Tadjikistan (13)
28. Thaïlande (15)
29. Turkménistan (18)
30. Viêt Nam (17)

## Podiums

### Femmes
| Épreuves                          | Or                | Argent                  | Bronze                 |
| --------------------------------- | ----------------- | ----------------------- | ---------------------- |
| Moins de 48 kg poids super-légers | Hikari Yoshioka   | Hui Xinran              | Galiya Tynbayeva       |
| Moins de 48 kg poids super-légers | Hikari Yoshioka   | Hui Xinran              | Jon Su-song (es)       |
| Moins de 52 kg poids mi-légers    | Kokoro Fujishiro  | Bishreltiin Khorloodoi  | Jang Se-yun            |
| Moins de 52 kg poids mi-légers    | Kokoro Fujishiro  | Bishreltiin Khorloodoi  | Zhang Yuanli (es)      |
| Moins de 57 kg poids légers       | Megumi Fuchida    | Ariunzaya Terbish       | Shukurjon Aminova      |
| Moins de 57 kg poids légers       | Megumi Fuchida    | Ariunzaya Terbish       | Bakyt Kussakbayeva     |
| Moins de 63 kg poids mi-moyens    | Haruka Kaju       | Enkhriilen Lkhagvatogoo | Yuan Pei-chun          |
| Moins de 63 kg poids mi-moyens    | Haruka Kaju       | Enkhriilen Lkhagvatogoo | Kim Ji-hye             |
| Moins de 70 kg poids moyens       | Mayu Honda        | Feng Yingying           | Mun Song Hui           |
| Moins de 70 kg poids moyens       | Mayu Honda        | Feng Yingying           | Nyam-Erdene Batsuuri   |
| Moins de 78 kg poids mi-lourds    | Kurena Ikeda      | Kim Min-ju              | Wu Hongtao             |
| Moins de 78 kg poids mi-lourds    | Kurena Ikeda      | Kim Min-ju              | Marjona Kuchimova      |
| Plus de 78 kg poids lourds        | Ayiman Jinesinuer | Niu Xinran              | Adiyasuren Amarsaikhan |
| Plus de 78 kg poids lourds        | Ayiman Jinesinuer | Niu Xinran              | Lee Hyeon-ji           |

### Hommes
| Épreuves                          | Or                    | Argent                  | Bronze                  |
| --------------------------------- | --------------------- | ----------------------- | ----------------------- |
| Moins de 60 kg poids super-légers | Taiki Nakamura        | Yang Yung-wei           | Muhammadsoleh Quvatov   |
| Moins de 60 kg poids super-légers | Taiki Nakamura        | Yang Yung-wei           | Sherzod Davlatov        |
| Moins de 66 kg poids mi-légers    | Ryoma Tanaka          | Zamohshari Bekmurodov   | Nurali Emomali          |
| Moins de 66 kg poids mi-légers    | Ryoma Tanaka          | Zamohshari Bekmurodov   | Obid Dzhebov            |
| Moins de 73 kg poids légers       | Shakhram Ahadov       | Makhmadbek Makhmadbekov | Abubakr Sherov          |
| Moins de 73 kg poids légers       | Shakhram Ahadov       | Makhmadbek Makhmadbekov | Yudai Tanaka            |
| Moins de 81 kg poids mi-moyens    | Lee Joon-hwan         | Somon Makhmadbekov      | Yuhei Oino              |
| Moins de 81 kg poids mi-moyens    | Lee Joon-hwan         | Somon Makhmadbekov      | Arslonbek Tojiev        |
| Moins de 90 kg poids moyens       | Shakhzodxuja Sharipov | Nurbek Murtozoev        | Komei Kawabata          |
| Moins de 90 kg poids moyens       | Shakhzodxuja Sharipov | Nurbek Murtozoev        | Meiirlan Maxim          |
| Moins de 100 kg poids mi-lourds   | Said Sadrudinov       | Dzhafar Kostoev         | Caramnob Sagaipov       |
| Moins de 100 kg poids mi-lourds   | Said Sadrudinov       | Dzhafar Kostoev         | Dzhakhongir Madzhidov   |
| Plus de 100 kg poids lourds       | Lee Seungyeob         | Temur Rakhimov          | Emirkhan Zholdoshkaziev |
| Plus de 100 kg poids lourds       | Lee Seungyeob         | Temur Rakhimov          | Kim Min-jong            |

### Par équipes
| Épreuves | Or    | Argent      | Bronze       |
| -------- | ----- | ----------- | ------------ |
| Mixte    | Japon | Ouzbékistan | Corée du Sud |
| Mixte    | Japon | Ouzbékistan | Mongolie     |

En italique, les judokas n'ayant pas participé à la finale mais aux phases éliminatoires (demi-finale, quart de finale, repêchage).

## Tableau des médailles individuelles
- Pays organisateur ( Thaïlande)

| Rang  | Nation              | Or | Argent | Bronze | Total |
| ----- | ------------------- | -- | ------ | ------ | ----- |
| 1     | Japon               | 8  | 0      | 3      | 11    |
| 2     | Ouzbékistan         | 2  | 2      | 3      | 7     |
| 3     | Corée du Sud        | 2  | 1      | 3      | 6     |
| 4     | Chine               | 1  | 3      | 2      | 6     |
| 5     | Bahreïn             | 1  | 0      | 0      | 1     |
| 6     | Émirats arabes unis | 0  | 3      | 0      | 3     |
| 7     | Tadjikistan         | 0  | 2      | 5      | 7     |
| 8     | Mongolie            | 0  | 2      | 2      | 4     |
| 9     | Taipei chinois      | 0  | 1      | 1      | 2     |
| 10    | Kazakhstan          | 0  | 0      | 4      | 4     |
| 11    | Corée du Nord       | 0  | 0      | 3      | 3     |
| 12    | Liban               | 0  | 0      | 1      | 1     |
| 13    | Kirghizistan        | 0  | 0      | 1      | 1     |
| Total | Total               | 14 | 14     | 28     | 56    |